# Иван Стефанов Гешов
Иван Стефанов Гешов е български политик от Народната партия.

## Биография
Роден е на 15 март 1854 година в Пловдив. Произхожда от големия възрожденски род Гешови. Завършва Робърт колеж в Цариград и следва в Оуенс колеж в Манчестър.
Наред със своя братовчед Иван Евстратиев Гешов той е сред водачите на Народната (съединистка) партия в Източна Румелия, където е депутат в Областното събрание, кмет на Пловдив (1880 – 1883) и председател на Постоянния комитет (1884 – 1885).
След Съединението е дипломатически агент и пълномощен министър в Париж (1897 – 1901), Цариград (1901 – 1903, 1906 – 1909, 1914 – 1919), Виена (1904 – 1906), Берлин (1910 – 1913) и Берн (1919 – 1920). Той е представител в Османската империя в навечерието на кризата, довела до обявяването на независимостта на България през 1908 г.
Умира на 24 април 1932 година в София.
Личният му архив се съхранява във фонд 1880К в Централния държавен архив. Той се състои от 155 архивни единици от периода 1865 – 1969 г.